# Poljubac
Poljubac je dodir usnama kao gesta naklonosti, bezličan pozdrav, izraz poštovanja ili najintenzivniji ljubavni trenutak.
Znanost koja proučava ljubljenje naziva se filematologija, a međunarodni dan ljubljenja je 6. srpnja. Jedine životinje koje se ljube u usta su čimpanze, orangutani i mačke[nedostaje izvor]. Poljupcem u obraz često izražavamo srdačan pozdrav, dobrodošlicu ili čestitke. 

## Vrste poljupca
- Čestitarski poljubac  izražava dobre namjere i podršku i u njemu se usnama dodirnu obrazi.
- Konvencionalni ili društveni poljubac  je također dodir obraza usnama, a znak je dobrodošlice ili prijateljstva.
- Platonski poljubac  je brzi plahi dodir zatvorenih usana i nema erotskih primisli. Njime se najčešće ljube djevojčice i dječaci.
- Donovski poljubac  ili mafijaški poljubac u ruku je ponizni znak poštovanja.
- Judin  poljubac je najpoznatiji među nespolnim poljupcima i simbolizira izdaju.
- Leptirski poljubac  predstavlja dodirivanje obraza ili trepavica partnera trepavicama.
- Eskimski poljubac je zapravo trljanje nosa jedno o drugo.
- Kafkijanski poljubac  započinje gotovo bez erotskog naboja, zatim se pojačava.
- Ničeanski poljubac  je niz poljubaca samo jednog partnera koji svojim ljubljenjem drugoga partnera dovodi do uzbuđenosti.
- Slijepi poljubac  je sa zatvorenim očima i u pravilu dovodi do veće uzbuđenosti u tijelu ili ljubavnik na taj način sakriva govor očiju u kojima se zjenice šire kako raste uzbuđenost i otkriva spremnost na daljnji korak.
- Orgazmički poljubac  uzrokuje orgazam.
- Poljupci tijela  daju se u erogene zone poput vrata, dojki, unutarnje strane nadlaktice, leđa, trbuha ili nekog drugog dijela tijela s kojeg se snažni podražaji brzo šire prema središtima u mozgu.
- Francuski poljubac (french kiss) je jedan od najpoznatijih i najpoželjnijih među osobama.

## Djelovanje poljupca
Za poljubac u obraz sudjeluju samo dva facijalna mišića dok se za vrući vlažni poljubac uključe više od 34 mišića lica[nedostaje izvor]. Receptori na jeziku primaju 28 puta snažniji podražaj nego vršci prstiju. Nježni dodiri usana uzrokuju uzbuđenje koje izbija na površinu kože, koja počne crvenjeti i stoga ljubavnici ne mogu negirati požudu koja se jasno čita na koži. Nježni i duboki poljupci otkrivaju kvalitetu ljubavnih odnosa partnera, jer kroz takve poljupce partneri se u potpunosti predaju drugome i prešutno dopuštaju posjedovanje[nedostaje izvor]. Potpuni ljubavni doživljaj traži i cjelovito otvaranje pa u trenutcima tjelesnog sjedinjenja usta postaju organ spajanja. Znak za ozbiljnu krizu u odnosima među partnerima i prestanak veze u pravilu pokazuje kada poljupci počinju izostajati. Prema psihoanalitičaru Sigmundu Freudu usta simboliziraju spolnost, a poljubac hranu, pa uskraćivanjem poljubaca partneru uskraćujemo i toliko potrebnu emotivnu hranu i bliskost[nedostaje izvor].
Poljupci stvaraju osjećaj ugode i smirenja i pridonose fizičkoj ravnoteži tijela, povećavaju obrambene sposobnosti organizma, pomlađuju kožu i mišiće lica, uklanjaju stres i podižu samopoštovanje.
Strastveni, neobuzdani poljupci uzrokuju orkanska uzbuđenja u cijelom tijelu, ubrzava se rad svih organa, pluća, mozga, srca. Srce radi 30 do 60 posto brže, krv brže cirkulira, povećava se krvni tlak, povisuje tjelesna temperatura za pola stupnja. Iako vrlo rijetko, ali kombinacija visokog tlaka i povećanog opterećenja mozga može voditi moždanom udaru. 
Uz poljubac s partnerom izmjenjujemo i vodu, soli, bjelančevine, izlučevine različitih žlijezda i približno 25 milijuna raznih mikroorganizama.

## Poljubac u pisanoj i vizualnoj umjetnosti
Poljubac je čest motiv, u bajci braće Grimm princ poljupcem budi uspavanu Trnoružicu, Juda je izdao Isusa poljupcem, dok je u SF filmu The Matrix, glavni junak (Neo) vraćen na ovaj svijet poljupcem svoje ljubavi (Trinity).
U bajkama princeze ljube začarane žabe koje se potom pretvaraju u prekrasne prinčeve.